# اسمیت میلر (ماساچوست)
اسمیت میلر (به انگلیسی: Smith Mills) یک منطقهٔ مسکونی در ایالات متحده آمریکا است که در شهرستان بریستول، ماساچوست واقع شده‌است. اسمیت میلر ۱۲٫۴ کیلومتر مربع مساحت و ۴٬۷۶۰ نفر جمعیت دارد و ۲۱ متر بالاتر از سطح دریا واقع شده‌است.